# 西纳寺遗址
西纳寺遗址，位于中国青海省湟中县拦隆口镇上寺村，为第六批青海省文物保护单位，公布日期为1998年12月22日，类型为古遗址。
西纳寺遗址的历史年代为元。